# Corcoran Gallery of Art
Corcoran Gallery of Art – galeria sztuki w Waszyngtonie, specjalizująca się głównie w malarstwie amerykańskim (dawnym i współczesnym), założona w 1869 roku przez przedsiębiorcę Williama Wilsona Corcorana jako prywatna kolekcja sztuki. Jest najstarszym muzeum sztuki w Waszyngtonie. Obecnie galeria posiada znaczący zbiór XVIII-, XIX- i XX-wiecznej sztuki amerykańskiej i europejskiej, a ponadto dzieła sztuki współczesnej, fotografii, rzeźby i sztuki użytkowej.
W 1971 roku budynek Corcoran Gallery of Art został wpisany na listę National Register of Historic Places pod nr #71000997, a 27 kwietnia 1992 roku na listę National Historic Landmark.

## Historia

### William Wilson Corcoran
Corcoran Gallery of Art została założona jako prywatna kolekcja sztuki Williama Wilsona Corcorana, syna Thomasa Corcorana, wpływowego kupca i byłego burmistrza. W wieku 19 lat młody Corcoran podjął próbę uruchomienia własnej działalności gospodarczej, ale przedsięwzięcie to zakończyło się porażką. Później jednak odniósł sukces jako finansista, dzięki czemu mógł w 1837 roku założyć własną firmę maklerską, a w 1840 roku otworzyć ze swym wspólnikiem bank. W kolejnych latach Corcoran odniósł sukces jako agent finansowy rządu federalnego w czasie wojny z Meksykiem. W 1854 roku przeszedł na emeryturę i poświęcił się filantropii. Corcoran dorobił się majątku w czasach, gdy wielu przedsiębiorców lokowało swoje pieniądze w instytucje charytatywne i edukacyjne (szpitale, domy dziecka, uniwersytety, biblioteki, muzea). Stał się jednym z pierwszych mecenasów współczesnej sztuki amerykańskiej. Był osobistym przyjacielem kilku artystów, których prace już posiadał w swojej galerii, w tym Alberta Bierstadta, Frederica Churcha, Thomasa Doughty i George’a Innessa. Jego zbiory szybko powiększyły się o amerykańskie i europejskie pejzaże i obrazy rodzajowe, a także o kilka rzeźb. Działalność filantropijną Corcoran kontynuował przez całe swoje życie, choć nigdy nie wszedł w skład zarządu swojej galerii.

### Założenie Corcoran Gallery of Art
Kiedy kolekcja powiększyła się, Corcoran zaczął otwierać swój dom dla zwiedzających, aby umożliwić im obejrzenie zbiorów. Wkrótce zaczął snuć plany zbudowania specjalnego budynku dla ekspozycji posiadanych dzieł sztuki. W 1859 roku zlecił Jamesowi Renwickowi zaprojektowanie budynku galerii, który miał stanąć na rogu Pennsylvania Avenue i 17th Street. Plany te uległy jednak zmianie w związku z wybuchem wojny secesyjnej (1861–1865). Corcoran, zwolennik Południa, wyjechał do Europy, aby przeczekać wojnę. Podczas jego nieobecności rząd federalny przejął niedokończony budynek, ale po zakończeniu wojny zwrócił go właścicielowi. 10 maja 1869 roku Corcoran przekazał na podstawie umowy budynek, grunt oraz swoją prywatną kolekcję o wartości 100 000 dolarów Radzie Nadzorczej. 19 stycznia 1874 roku oficjalnie otwarto Corcoran Gallery of Art, na którego wystawie znajdowało się 98 obrazów i rzeźb. Pod koniec roku kolekcja powiększyła się do ponad 300 eksponatów. Według zaleceń Corcorana wstęp do galerii miał być dwa razy w tygodniu bezpłatny, a w pozostałe dni za „umiarkowaną opłatą”.
W 1890 roku budynek galerii okazał się już za ciasny. Ponieważ właściciele sąsiednich posesji nie zgodzili się na ich sprzedaż pod rozbudowę gmachu, Rada Nadzorcza kupiła nowa działkę położoną kilka przecznic dalej przy 17th Street i New York Avenue. Zaprojektowanie budynku w stylu Beaux-Arts zlecono architektowi Ernestowi Flaggowi. W budynku tym miały mieścić się zarówno muzeum jak i szkoła. Gotowy gmach otwarto dla publiczności 8 stycznia 1897 roku. W tym czasie w kolekcji znajdowało się już ponad 700 dzieł sztuki. W 1901 roku stary budynek Renwicka został sprzedany rządowi federalnemu; obecnie jest on częścią Smithsonian American Art Museum and the Renwick Gallery w ramach Smithsonian Institution. Nowa siedziba umożliwiła nie tylko pokaz stałej kolekcji ale również organizowanie specjalnych wystaw czasowych. Popularność tych wystaw doprowadziła do zorganizowania w 1907 roku krajowego biennale współczesnego malarstwa amerykańskiego (Biennial Exhibitions of Contemporary American Painting). Wystawy w ramach biennale i przyznawane na nich wysokie nagrody przyciągnęły uwagę największych artystów amerykańskich, takich jak Childe Hassam, John Singer Sargent, Willard Metcalf, Gari Melchers czy Edward Hopper. Dzięki nim galeria mogła powiększyć swe zbiory sztuki amerykańskiej.

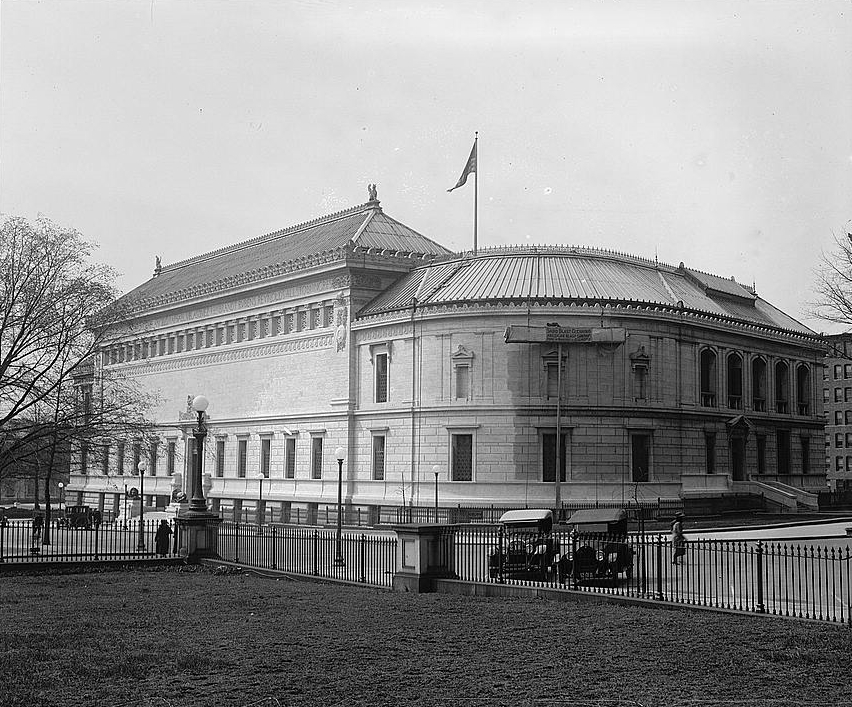
Corcoran Gallery of Art w 1923

W latach 20 i 30. dzięki hojności kilku największych kolekcjonerów amerykańskich nastąpił dalszy wzrost zasobów kolekcji. W 1925 roku senator William Andrews Clark z Montany przekazał Corcoran Gallery swoją bogatą kolekcję sztuki europejskiej, w tym prawie 200 obrazów, rzeźb, gobelinów, dywanów, dzieł sztuki starożytnej, witraży i salon z epoki Ludwika XVI. Dla pomieszczenia tej kolekcji architekt Charles A. Platt zaprojektował nowe skrzydło, którego budowę sfinansowała rodzina Clark. Nowe skrzydło (Clark Wing) zostało ukończone w 1928 roku i w tym samym roku otwarte dla publiczności. Galeria otrzymała kolejne dary, w tym dzieła francuskich impresjonistów: Renoira, Moneta i Pissarro z kolekcji Edwarda i Mary Walker z 1937 roku. Darowizna ta powiększyła znacząco zbiór sztuki europejskiej w Corcoran Gallery, choć priorytetem jej Rady Nadzorczej było nadal nabywanie prac artystów amerykańskich. Kolejne kolekcje jakie wzbogaciły zbiory Galerii to: Gordon Parks Collection of Photographs, Evans-Tibbs Collection of African American Art i Edelson Collection of European Avant-Garde Photography.

### Corcoran Gallery dzisiaj
Choć Corcoran Gallery of Art to przede wszystkim duże centrum sztuki amerykańskiej, zarówno dawnej jak i współczesnej, to w jej zbiorach znajduje się również istotna kolekcja sztuki europejskiej. Zgodnie z dewizą swego założyciela: „pobudzania ducha amerykańskiego” i „bycia poświęconym sztuce” muzeum stawia sobie za cel nie tylko gromadzenie dzieł sztuki, ale też objaśnianie ich oraz zachowanie dla przyszłych pokoleń. Popularyzacja sztuki i związanych z nią zagadnień odbywa się nie tylko poprzez wystawy czy sympozja ale również poprzez działalność edukacyjną. Funkcjonująca przy muzeum uczelnia Corcoran College of Art + Design wychowuje i kształci nowe pokolenia artystów i projektantów. W galerii Gallery 31 prezentowane są prace studentów i absolwentów uczelni, natomiast w pracowni Exploration Gallery organizowane są interaktywne zajęcia edukacyjne dla dzieci, połączone z różnymi wystawami.

## Zbiory
W cieszącej się międzynarodowym uznaniem kolekcji Corcoran Gallery of Arts znajduje się ponad 16 000 dzieł sztuki. Jest wśród nich reprezentowana sztuka amerykańska (dawna i nowoczesna), sztuka współczesna, malarstwo europejskie, fotografia, rzeźba i rzemiosło artystyczne.

### Sztuka amerykańska do 1945
Renomowana kolekcja sztuki amerykańskiej obejmująca okres od roku 1718 do 1945 ma swój początek w prywatnych zbiorach Williama Wilsona Corcorana. Obejmuje obecnie ponad 500 obrazów, 200 rzeźb i 2400 prac graficznych. Najważniejsze fragmenty tego działu kolekcji to obrazy szkoły Hudson River School, impresjonizm amerykański i realizm początku XX wieku. Artyści, których prace znajdują się w tym dziale to między innymi: Gilbert Charles Stuart, Rembrandt Peale, Albert Bierstadt, Frederic Edwin Church, Childe Hassam, John Singer Sargent, George Bellows, Charles Bird King, Samuel Finley Breese Morse, James McNeill Whistler, Mary Cassatt, Maurice Brazil Prendergast, Frederic Sackrider Remington, Arthur Dove, Edward Hopper, Hiram Powers, John Storrs.

#### Malarstwo amerykańskie

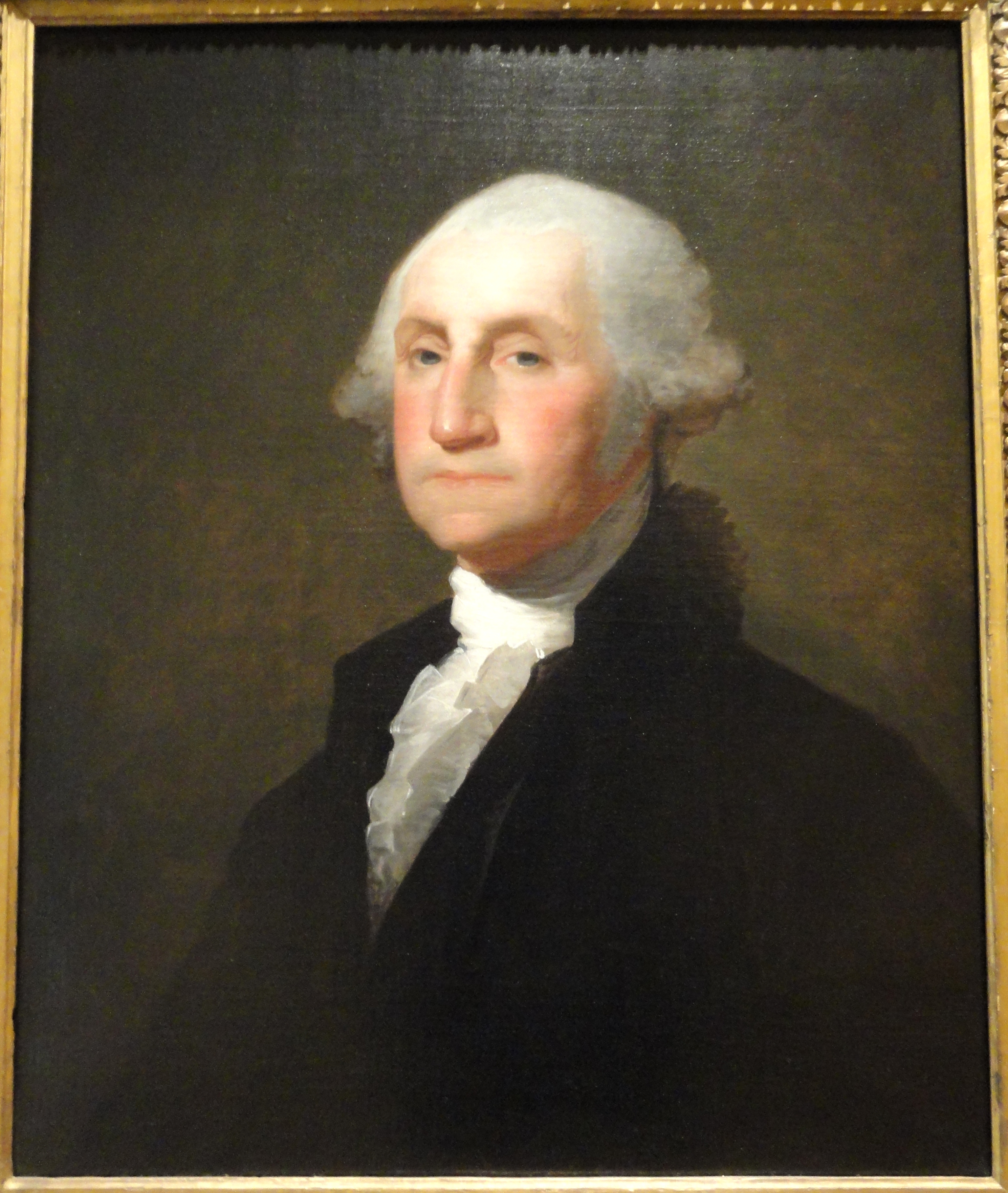
Gilbert Charles Stuart, Portret George’a Washingtona, ok. 1803
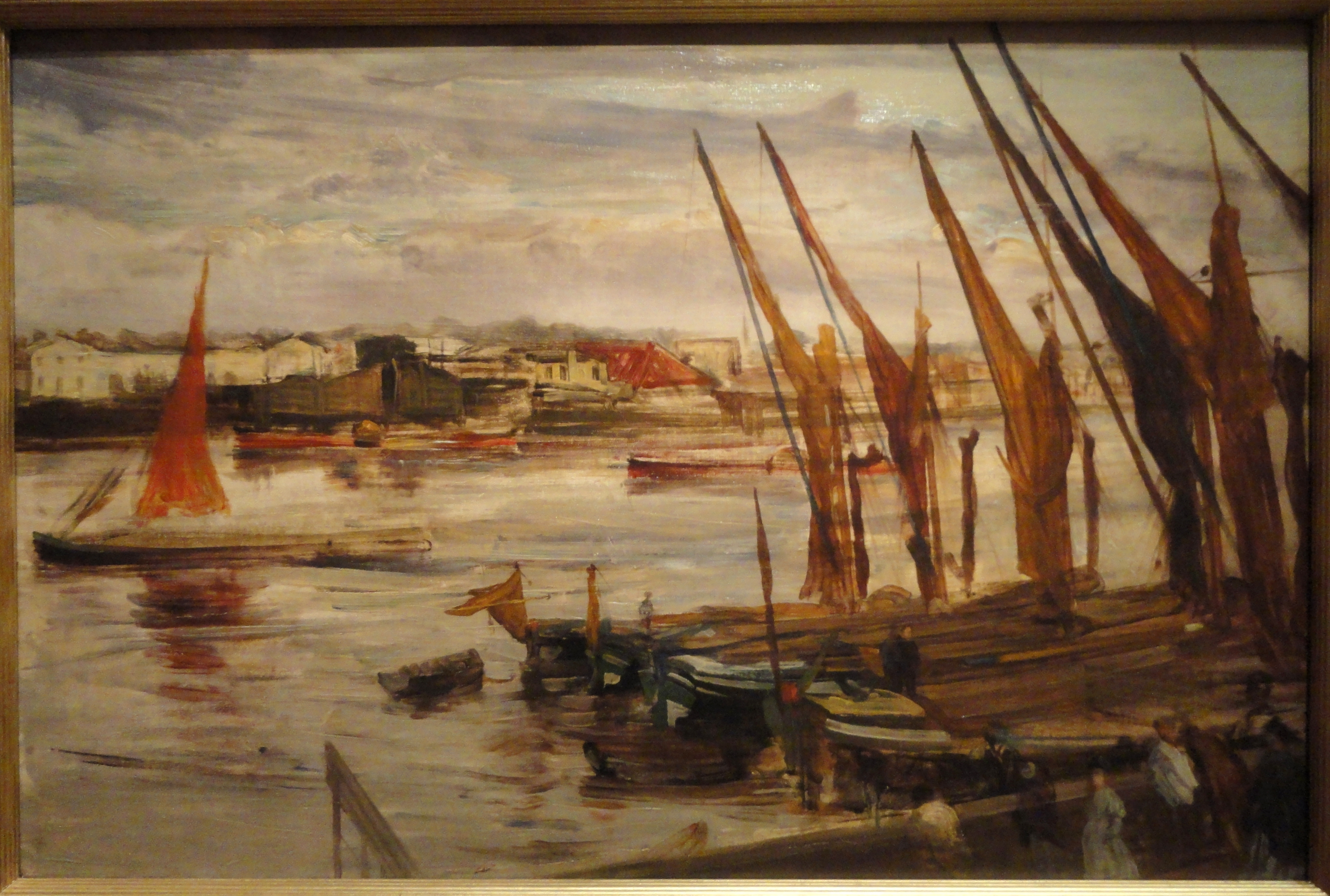
James McNeill Whistler, Rejon Battersea, ok. 1863
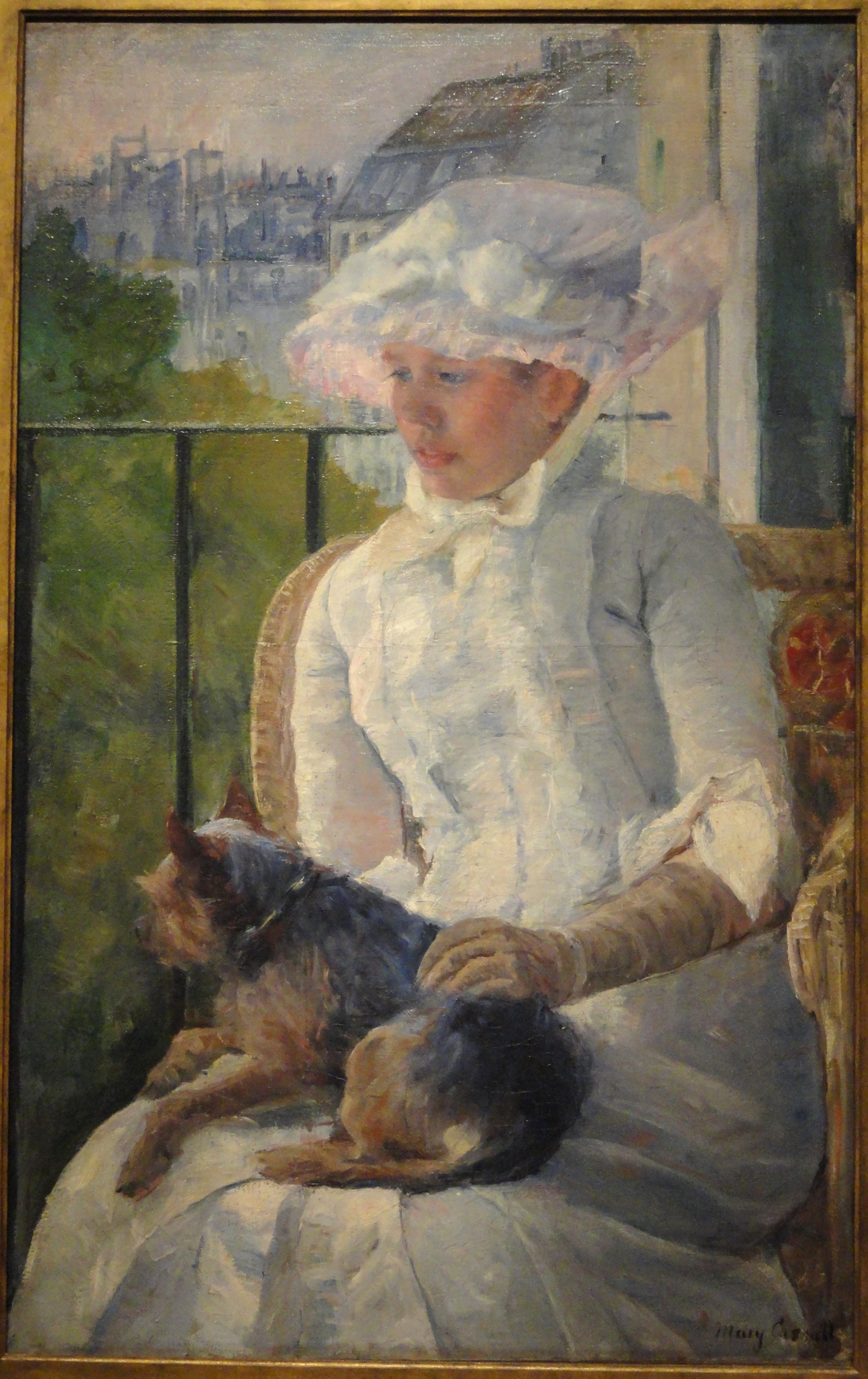
Mary Cassatt, Młoda dziewczyna przy oknie, 1883-1884
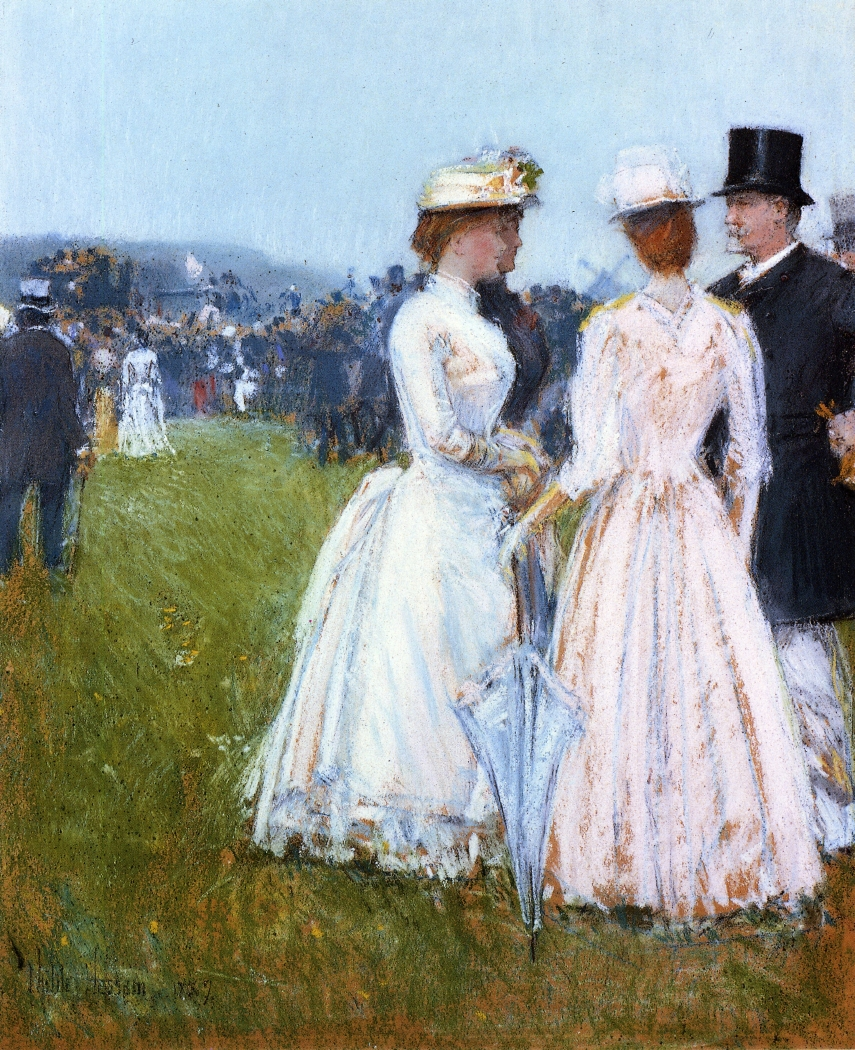
Childe Hassam, Na Grand-Prix, 1887
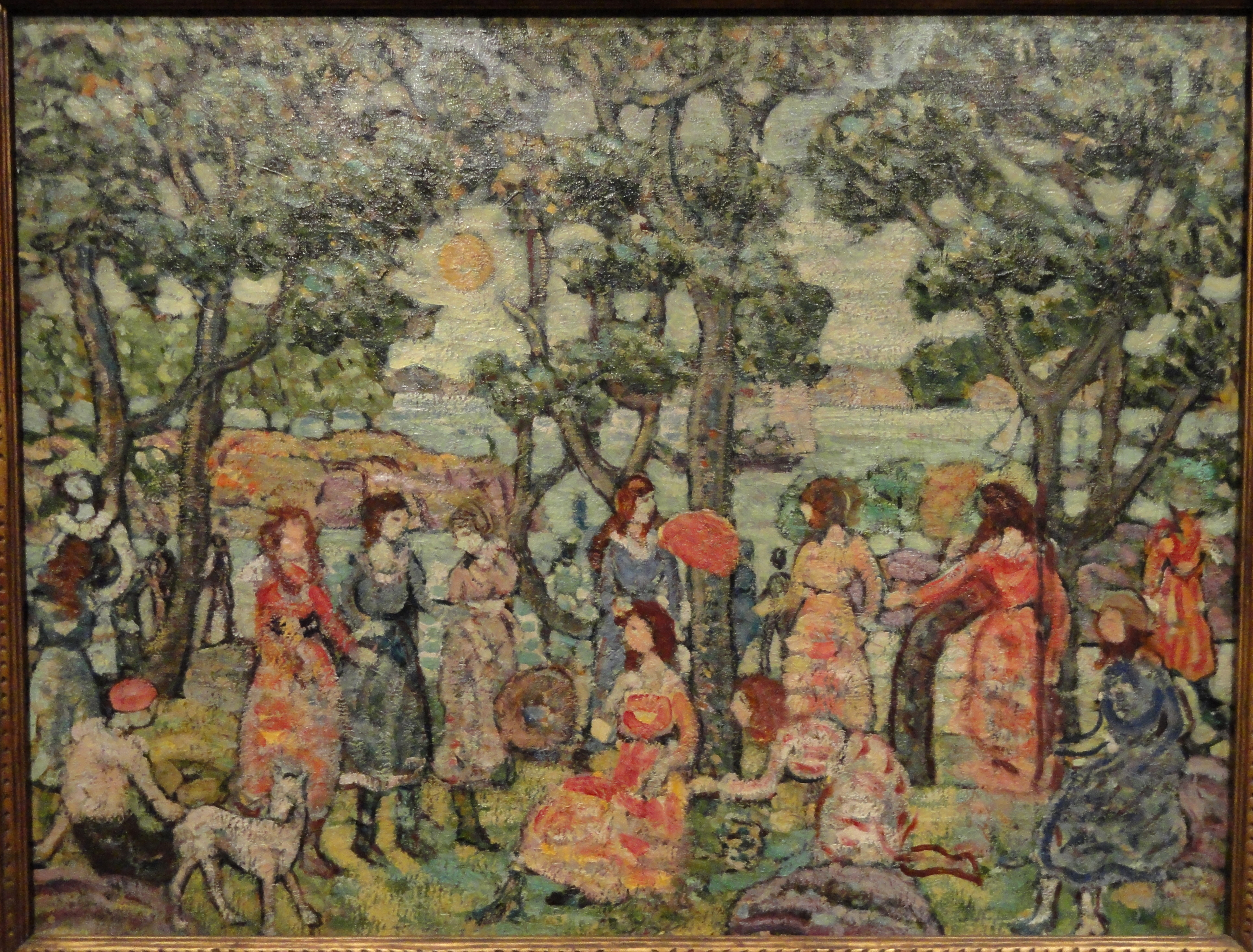
Maurice Brazil Prendergast, Pejzaż z postaciami, 1921

#### Rzeźba amerykańska

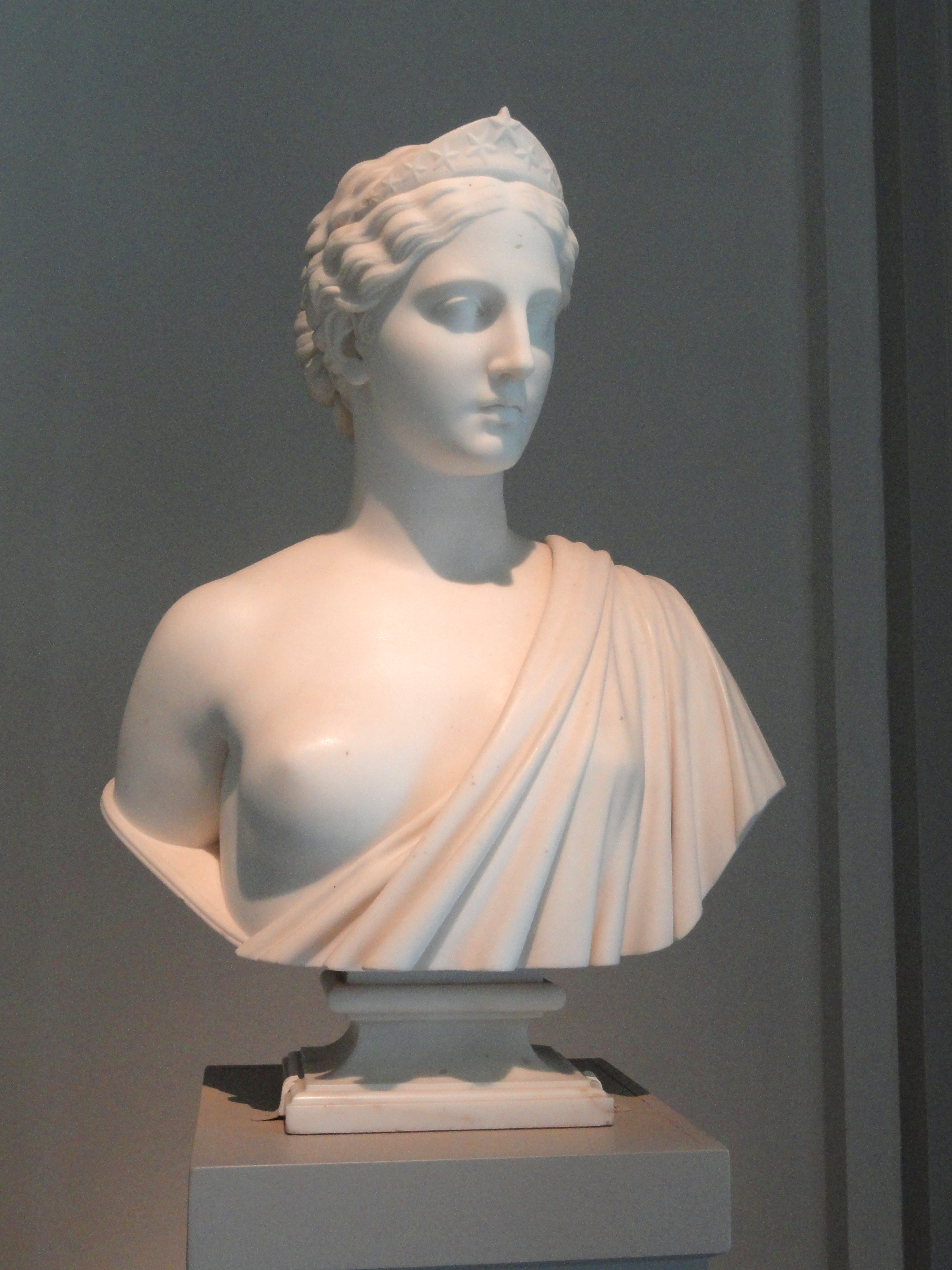
Hiram Powers, America, po 1854
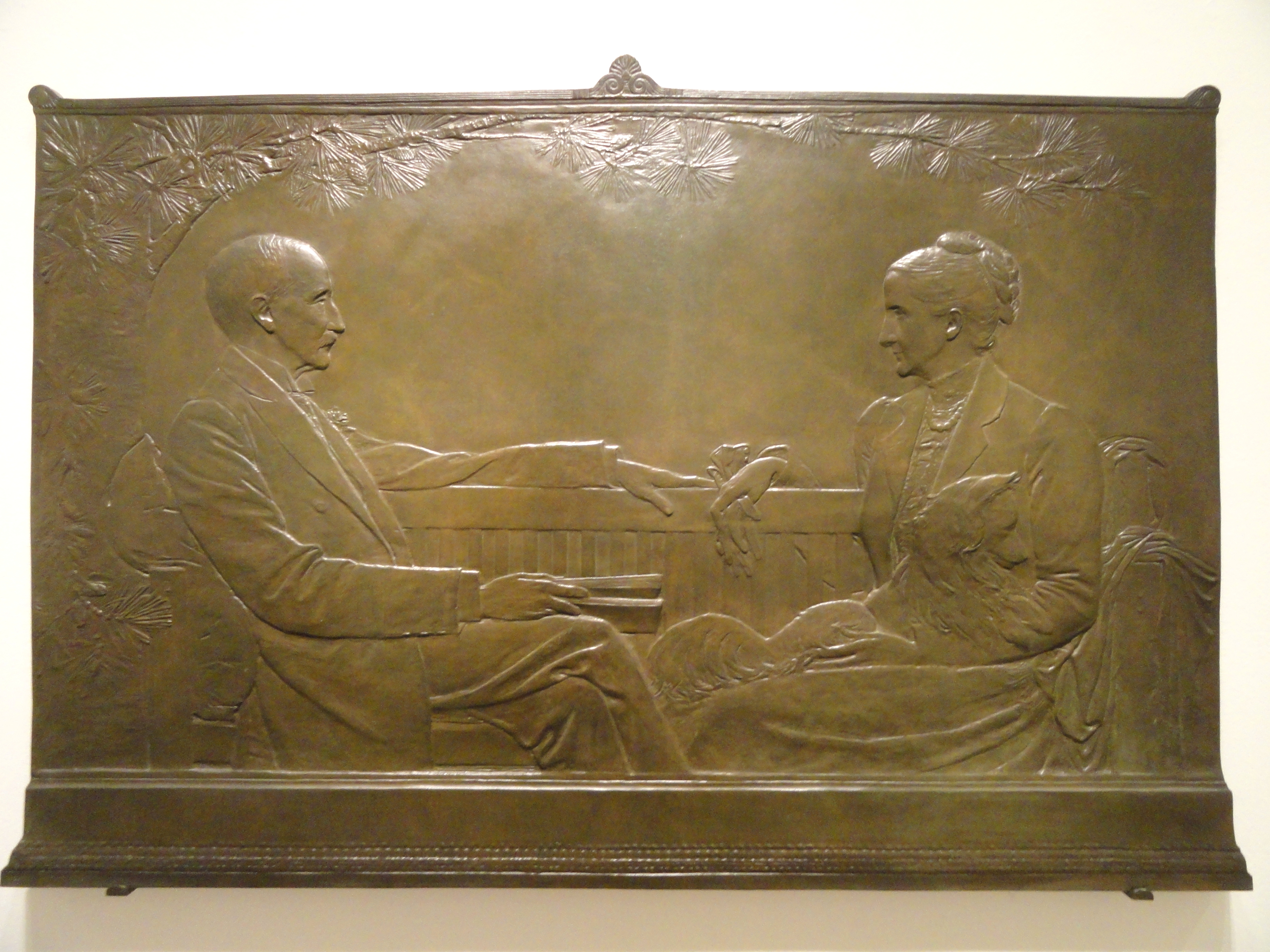
Augustus Saint-Gaudens, Państwo Wayne MacVeagh, 1902
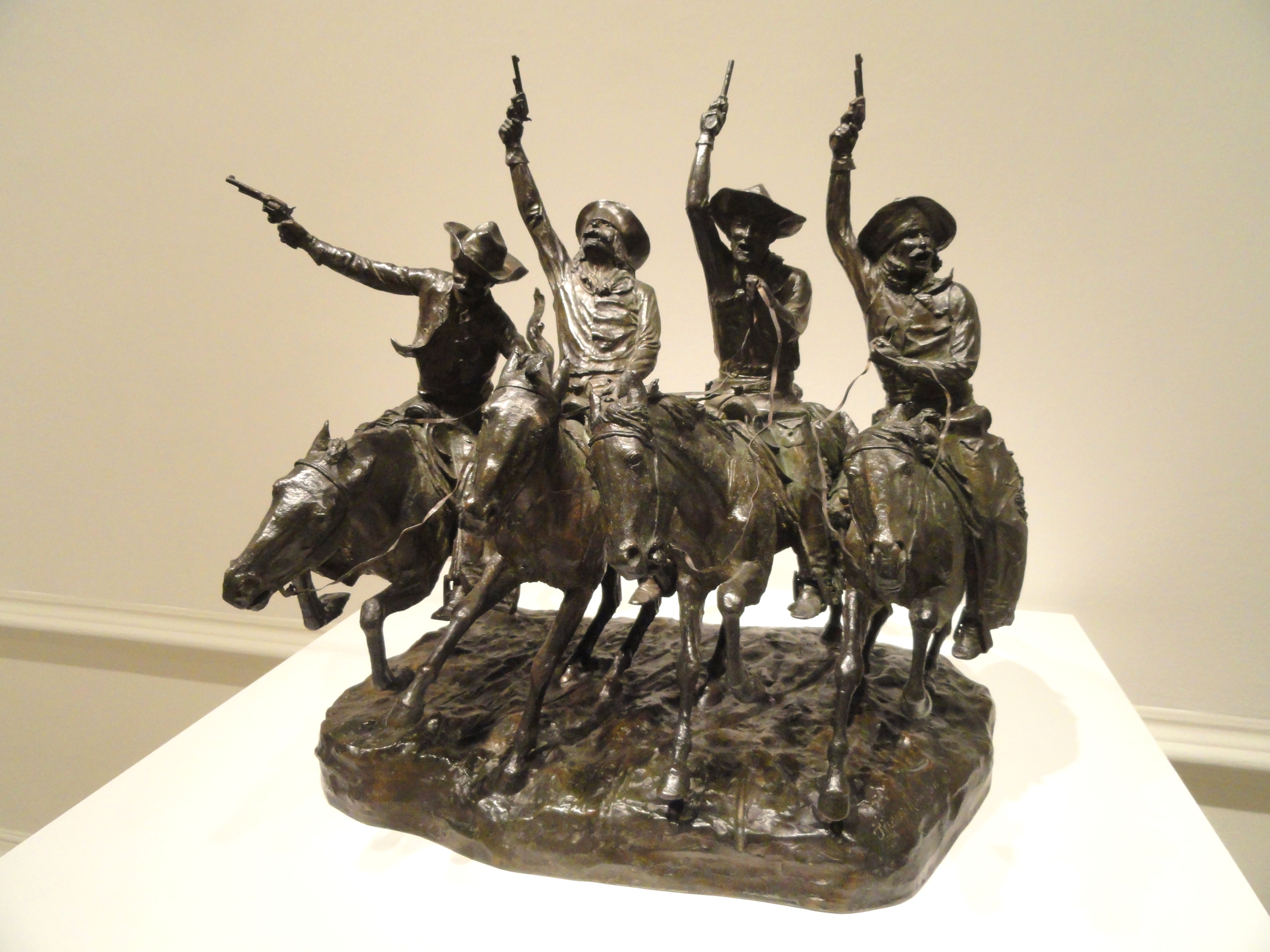
Frederic Sackrider Remington, Na strzelnicę, ok. 1903
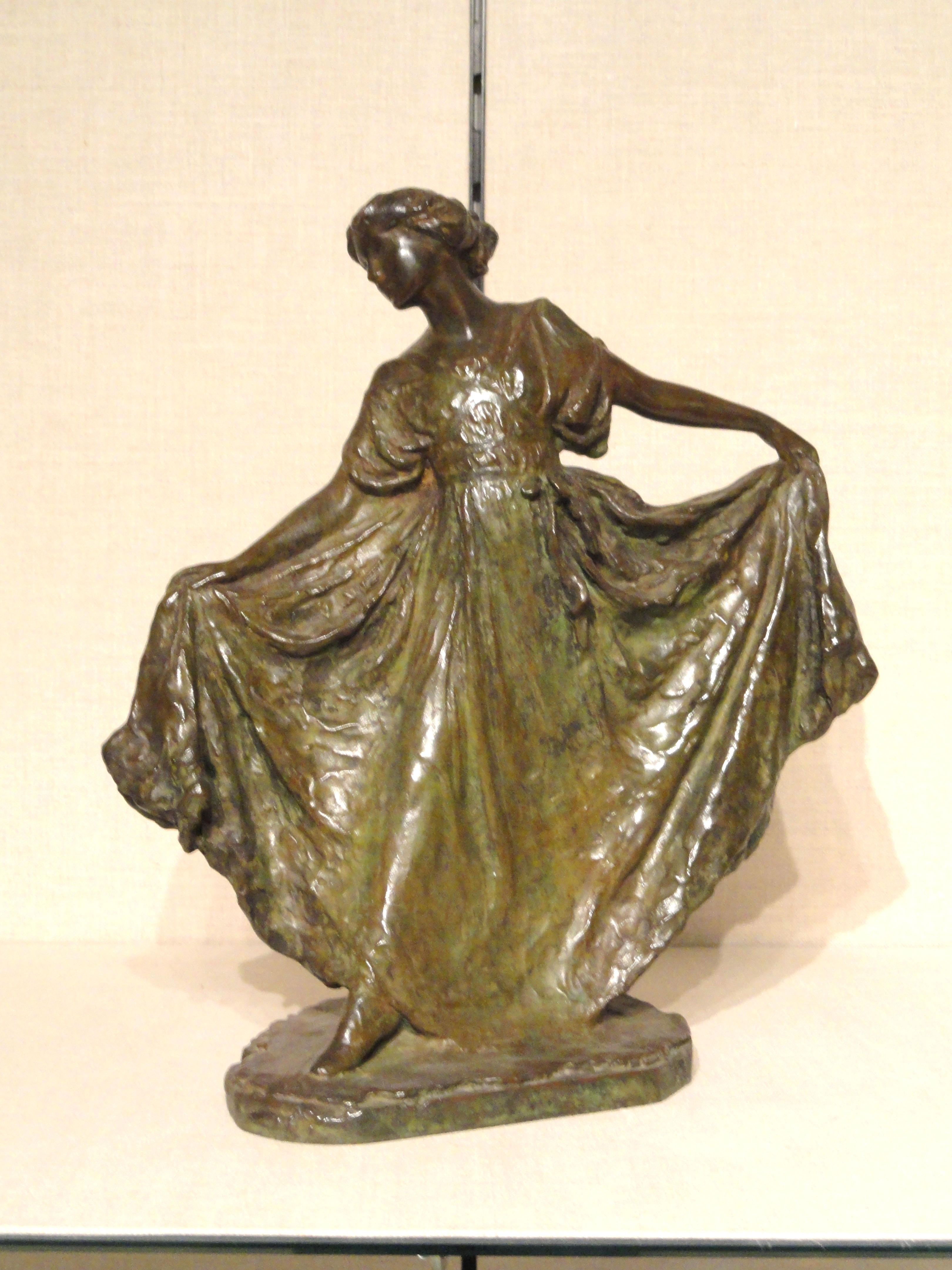
Bessie Potter Vonnoh, Tancerka, ok. 1908
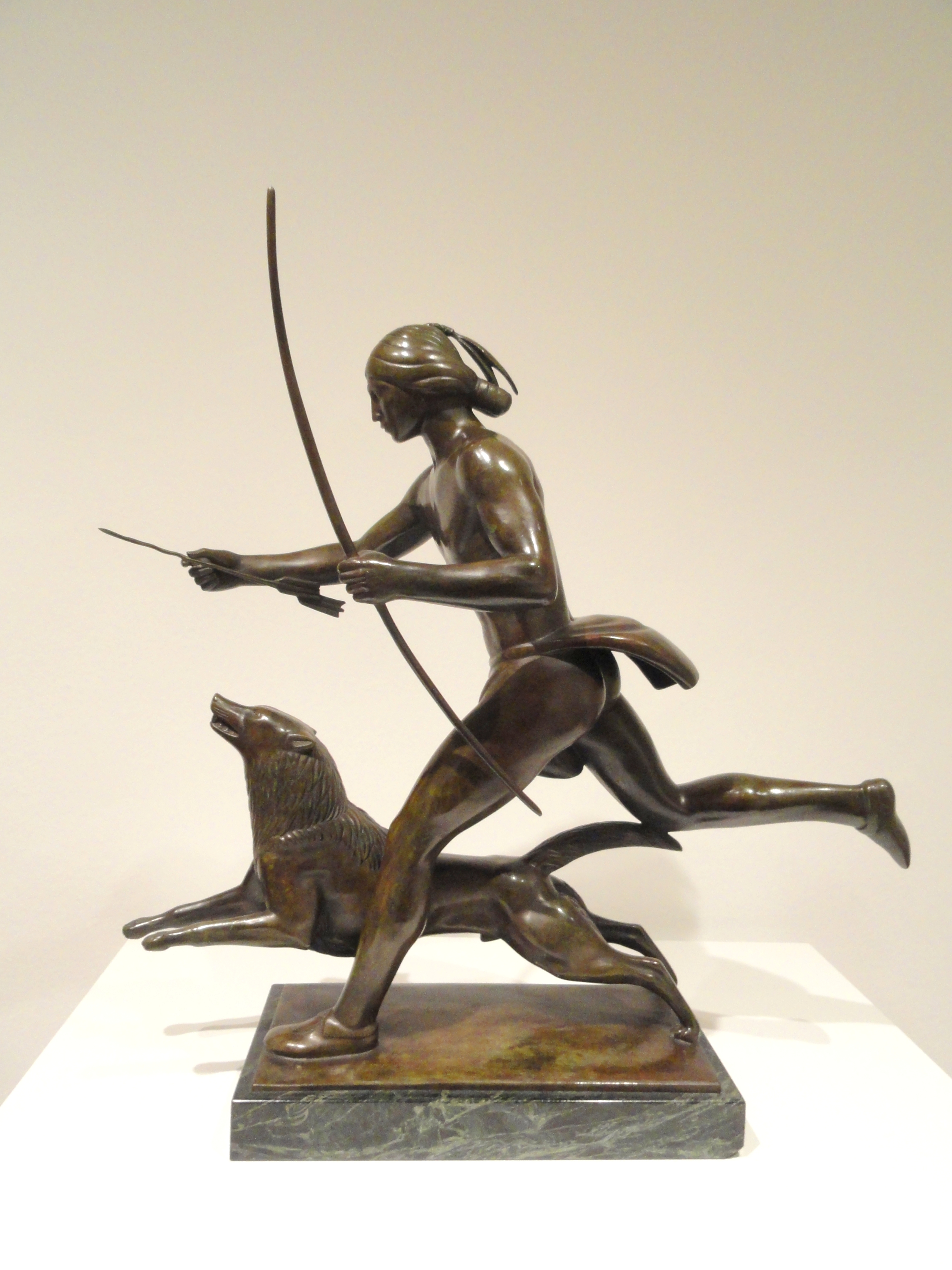
Paul Manship, Indianin biegnący z psem, 1922

### Sztuka europejska
Dział sztuki europejskiej obejmuje obrazy, rzeźbę i grafikę z okresu od XIV do początku XX wieku, w tym zwłaszcza: XVII-wieczne holenderskie malarstwo pejzażowe i rodzajowe, XVIII- i XIX-wieczne malarstwo brytyjskie, XIX-wieczne malarstwo francuskie (realizm, szkoła z Barbizon, impresjonizm). Artyści, których prace są obecne w kolekcji to między innymi: Frans Hals, Gerard ter Borch i Aelbert Cuyp (malarstwo holenderskie), Thomas Gainsborough, Joshua Reynolds (malarstwo brytyjskie), Jean Baptiste Camille Corot, Jean Chardin, Eugène Delacroix, Élisabeth Vigée-Lebrun, Edgar Degas, Pierre-Auguste Renoir, Claude Monet (malarstwo francuskie), František Kupka (malarstwo czeskie).

#### Malarstwo europejskie

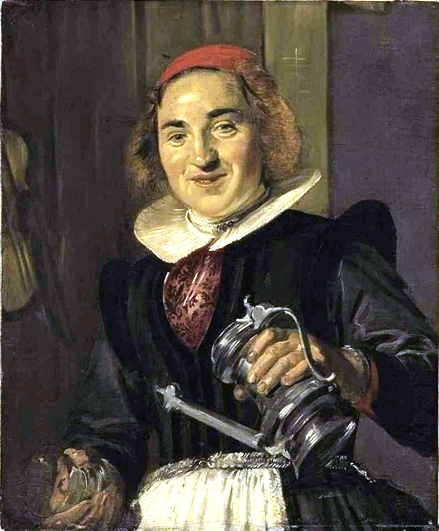
Frans Hals, Młoda kobieta ze szklanką i karafką, ok. 1635
Élisabeth Vigée-Lebrun, Portret Madame du Barry, 1782
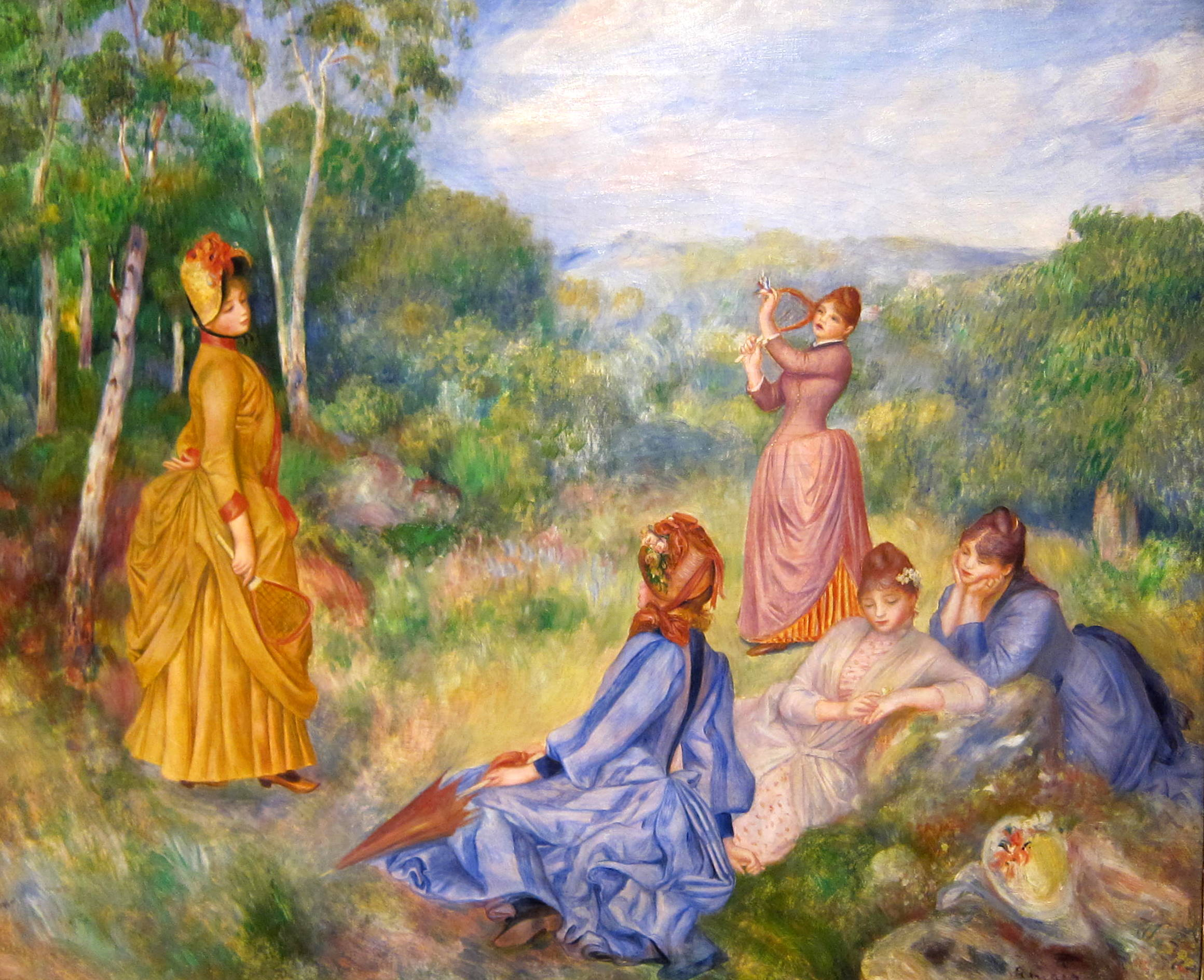
Auguste Renoir, Młode dziewczęta grające w badmintona, 1887
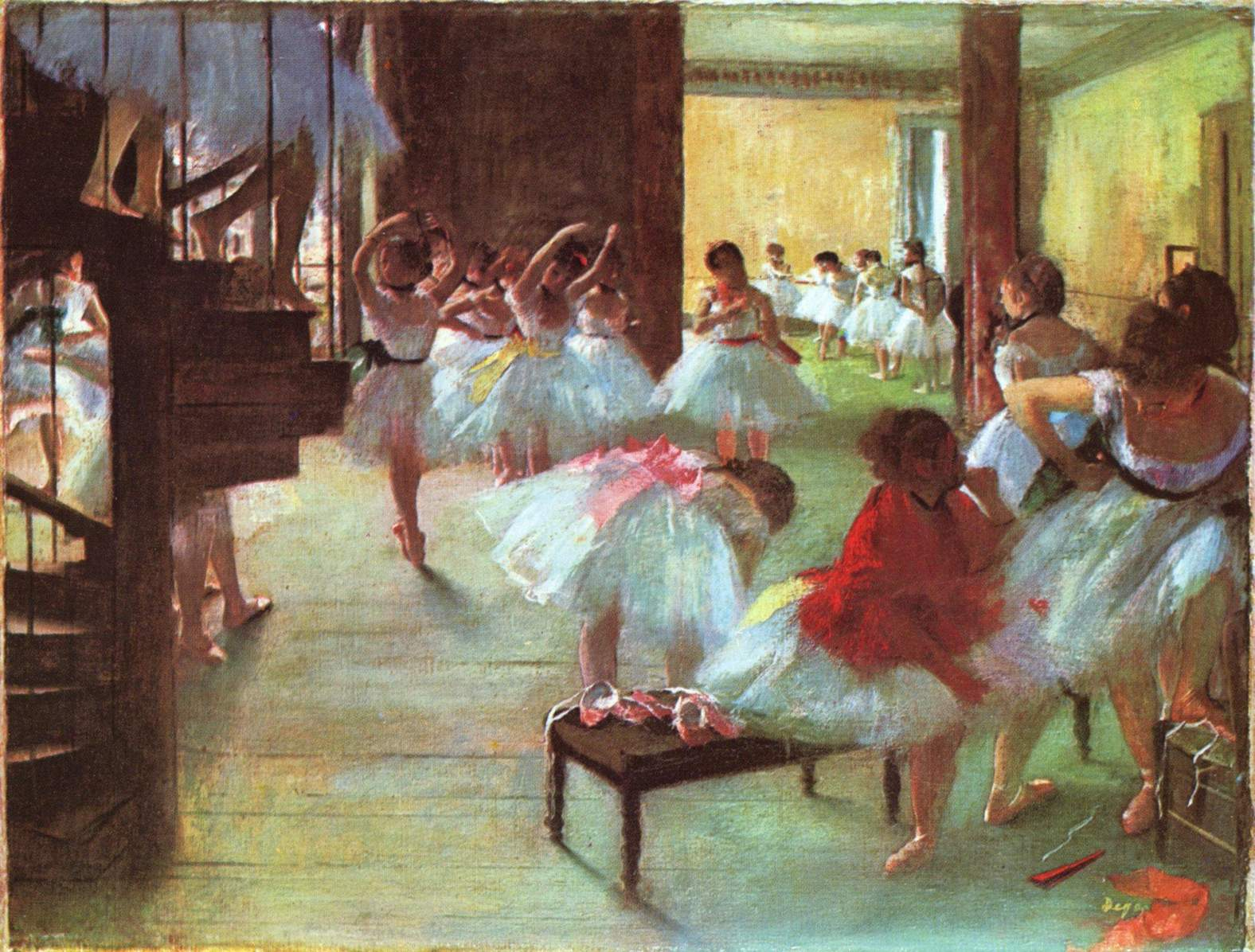
Edgar Degas, Szkoła baletowa, 1879–1880
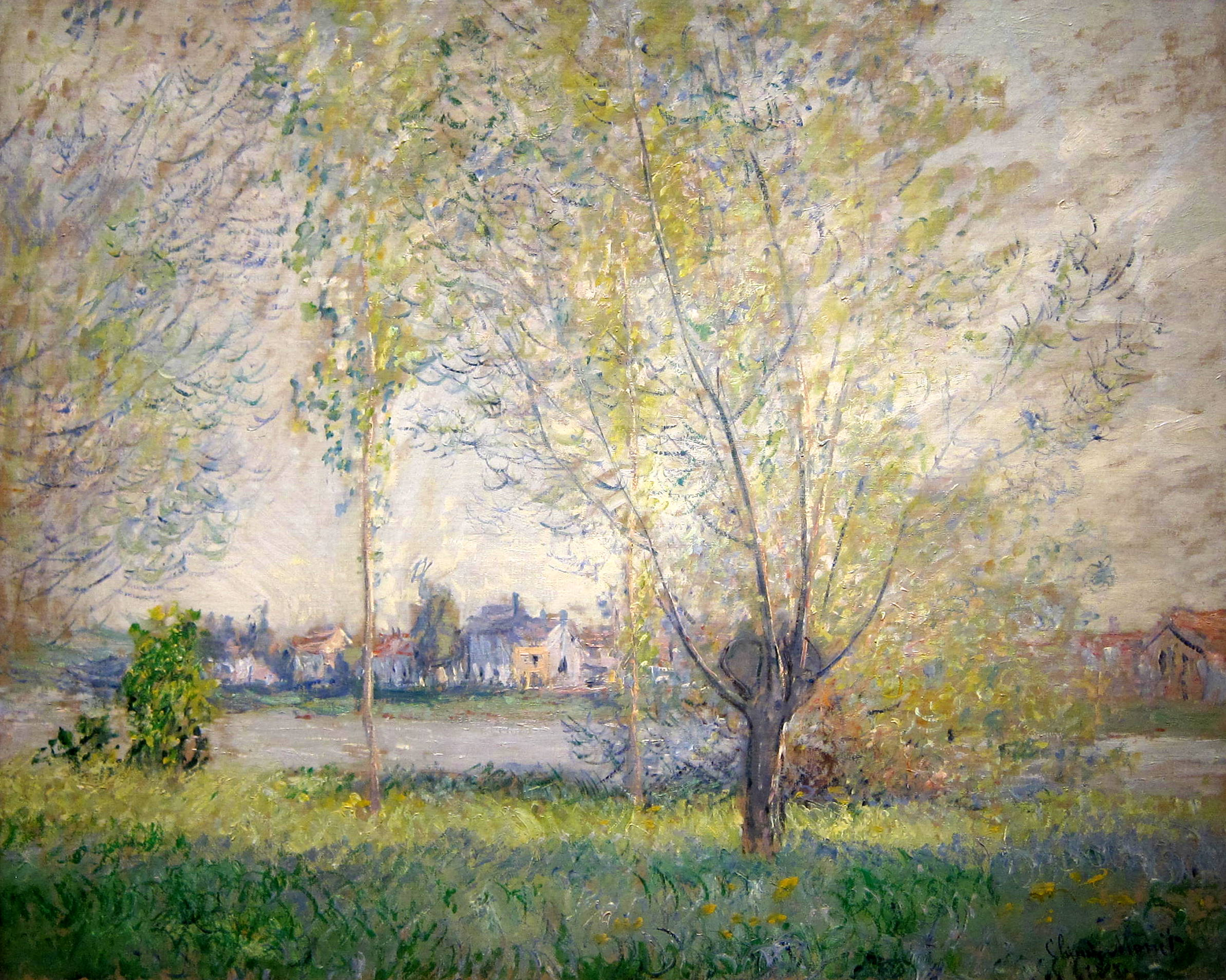
Claude Monet, Wierzby w Vétheuil, 1880

### Rzemiosło artystyczne

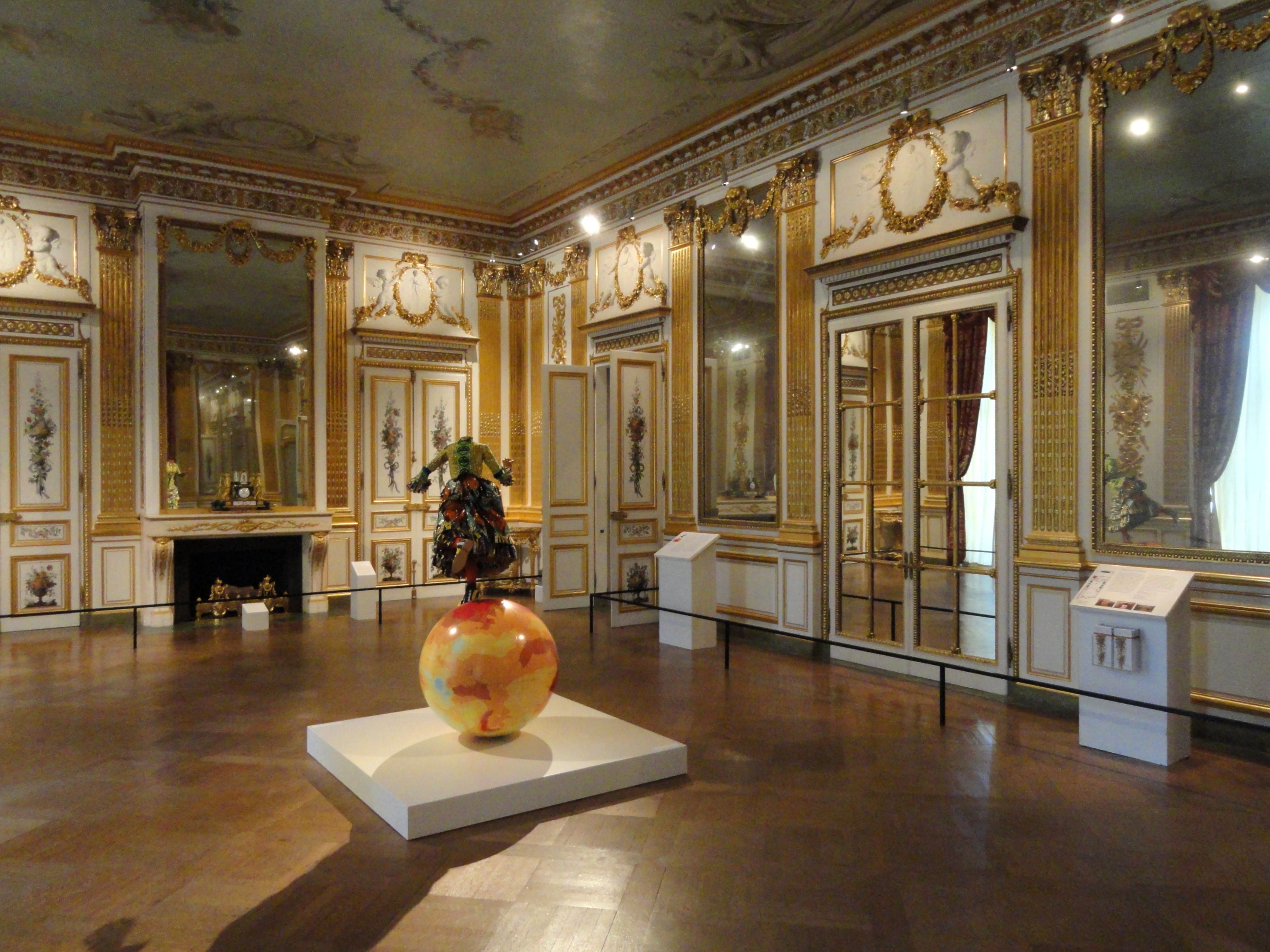
Jean François Chalgrin, Salon Doré

Kolekcja rzemiosła artystycznego w Corcoran Gallery w porównaniu z innymi działami nie jest zbyt obszerna, ale obejmuje znaczące przykłady dzieł wykonanych w różnych materiałach. Wśród zbiorów reprezentowana jest: sztuka starożytnej Grecji, sztuka włoska (majolika] renesansowa), sztuka islamu (dywany), sztuka francuska (XVIII-wieczna tapiseria, meble, dekoracje architektoniczne), ceramika (dawna i współczesna).
Wizytówką kolekcji jest Salon Doré z prywatnej rezydencji Hôtel de Clermont pod Paryżem, zbudowany w 1770 roku przez Jeana François Chalgrina z rzeźbionego i pozłacanego drewna, pozłacanego brązu i antycznego alabastru. W 2008 roku, dzięki środkom fundacji William A. Clark Fund, zakupiono część oryginalnego wyposażenia salonu – cztery narożne stoliki (również zaprojektowane przez Chalgrina).

### Sztuka nowoczesna i sztuka współczesna po 1945
Od momentu powstania Corcoran Gallery sztuka współczesna znajduje się w centrum uwagi muzeum, stanowiąc ważny element jego tożsamości. Sztuka czasów współczesnych ma nadać zbiorom charakter żywej kolekcji i pełnić funkcję łącznika między przeszłością a przyszłością. Kolekcja sztuki powstałej po 1945 roku obejmuje obrazy, rzeźby i grafikę, nowe media i instalacje. Artyści, których prace są obecne w tym dziale to: Willem de Kooning, Ellsworth Kelly, Cy Twombly, Richard Diebenkorn, Bruce Nauman, Andy Warhol, Ida Applebroog, Sean Scully i inni.

### Fotografia i nowe media
Corcoran Gallery było jednym z pierwszych muzeów w Stanach Zjednoczonych, które pod koniec XIX wieku zaczęły gromadzić fotografie. Muzealna kolekcja zawiera obecnie ponad 6500 zdjęć (z których najstarsze pochodzą z lat 50. XIX wieku), filmów wideo i dzieł cyfrowych, odzwierciedlających różne nurty i style, mające znaczenie w rozwoju fotografii.